# Abd al-Malik ibn Marwan
ʿAbd al-Malik ibn Marwān (in arabo عبد الملك بن مروان‎?; Medina, 646 – Damasco, 9 ottobre 705) è stato un califfo arabo il secondo della branca marwanide della dinastia omayyade e anche il suo più grande amministratore, impresa nella quale sfruttò le capacità di vari collaboratori, tra i quali il più valido fu al-Ḥajjāj.
La sua politica si articolò sostanzialmente in tre modi: unificazione dei suoi domini (di fatto frantumatisi sotto vari suoi antagonisti), islamizzazione della società e arabizzazione del sistema statale amministrativo ed economico.

## Biografia

Cartina che mostra la situazione politica del califfato omayyade durante la Seconda Fitna nel 686 circa. I territori in rosso rappresentano quelli orientativamente controllati da Abd al-Malik, mentre quelli in verde e in blu corrispondono a quanto amministrato dai suoi due nemici, rispettivamente al-Mukhtar e Ibn al-Zubayr. Le aree in giallo corrispondono ai territori controllati dai Kharijiti

Il califfato che egli ereditò dal padre Marwān era lacerato tra diversi contendenti. La regione mesopotamica centro-settentrionale era insorta per opera dell'alide al-Mukhtār e si era resa indipendente dopo l'assassinio del nipote del Profeta, al-Ḥusayn b. ʿAlī, di cui ʿUbayd Allāh b. Ziyād era ritenuto responsabile.

L'intera regione araba, compresa la parte meridionale della Mesopotamia, con la città di Baṣra, era controllata da ʿAbd Allāh b. al-Zubayr, che estendeva la sua autorità anche sul contiguo Egitto.

Ad ʿAbd al-Malik restava quindi quasi solo la Siria ma, grazie alla capacità di mettere l'un contro l'altro i suoi avversari e alle eccezionali doti di soldato e amministratore di al-Ḥajjāj b. Yūsuf, il califfo omayyade riuscì infine a trionfare e a riunificare il califfato.
Per quanto riguarda l'opera di unificazione dei suoi domini, uno strumento indispensabile era una moneta unica, non più dipendente da quelle coniate in altri imperi, come il bizantino o l'etiopico. Dal momento che ʿAbd al-Malik ibn Marwān era originario dell'Ḥijāz, il suo sforzo principale, che fu la riforma della moneta, si ispirò alle unità di peso in uso in quella regione. Fu così introdotto il dīnār d'oro, del peso di 4,25 gr. e il dirham d'argento, di 2,97 gr. Le due monete presentavano iscrizioni arabo-islamiche e vennero perciò chiamate manqūs, nome italianizzato in 'mancuso' con il quale furono conosciute in opposizione al soldo aureo bizantino. In questo modo il mondo musulmano giunse, con il dīnār aureo, a possedere un sistema di riferimento proprio che, una volta consolidato, arrivò a giocare un ruolo di valore-campione nella stima internazionale, ruolo che conservò fino alle Crociate e che può essere paragonato per importanza a quello svolto dal dollaro fino a qualche tempo fa e oggigiorno dall'euro.
Per l'arabizzazione della struttura amministrativa egli impose poi l'uso della lingua araba per i documenti scritti (dafātīr), che da quel momento non si poterono più, almeno a livello teorico, redigere in greco, in copto o in medio-persiano. Gli amministratori, invece, restarono in netta prevalenza persiani, copti e greco-siriani, verso i quali si espresse quasi sempre (l'unica eccezione fu costituita dal califfato di ʿUmar II) un notevole grado di tolleranza.
Non va però dimenticata la sua opera di committente di opere architettoniche destinate a durare nei secoli. Ordinò infatti la costruzione, portata a termine nel 691, della Cupola della Roccia, un santuario più che una vera moschea, che si ritiene dai fedeli delle tre grandi religioni abramitiche ospiti la roccia su cui Abramo stava per immolare a Dio suo figlio Isacco, per essere poi fermato da un angelo, e dove, secondo la tradizione musulmana, Maometto sarebbe salito al cielo.

La costruzione era dettata dalla volontà di non esporre i suoi sudditi alla propaganda a lui avversa, svolta dal suo nemico ʿAbd Allāh b. al-Zubayr, che controllava La Mecca, nei confronti dei pellegrini che si recavano nei suoi territori per assolvere al dovere islamico del Ḥajj.